# Federico Navarro
Pour l’article homonyme, voir Navarro (homonymie).
Federico Navarro, né le 9 mars 2000 à Frontera en Argentine, est un footballeur argentin qui évolue au poste de milieu défensif au Fire de Chicago en MLS.

## Biographie

### En club
Né à Frontera, dans la province de Santa Fe en Argentine, Federico Navarro est formé par le CA Talleres, qu'il rejoint en 2013 en provenance du Deportivo Sebastian. Il joue son premier match en professionnel lors d'une rencontre de championnat face au Club Atlético Tucumán le 9 février 2019. Il est titularisé et les deux équipes se neutralisent (0-0).
Le 22 avril 2021, Navarro fait sa première apparition en Copa Sudamericana, face aux équatoriens du CS Emelec. Il est titularisé lors de ce match perdu par son équipe sur le score de deux buts à un.

### Fire de Chicago
Le 7 août 2021, Federico Navarro s'engage en faveur du Fire de Chicago pour un contrat courant jusqu'en décembre 2025, plus une année en option.
Il joue son premier match sous ses nouvelles couleurs le 12 septembre 2021, face au Sporting de Kansas City, en MLS. Il entre en jeu et son équipe est battue par deux buts à zéro. Navarro inscrit son premier but pour le club le 30 septembre 2021, lors d'une rencontre de MLS face au New York City FC. Il est titularisé et participe à la victoire de son équipe (2-0 score final).